# HCP 302D
HCP 302D (seria SP47) – lokomotywa spalinowa wyprodukowana dla PKP w 2 egzemplarzach w latach 1975–1977 przez zakłady HCP z Poznania.

## Historia

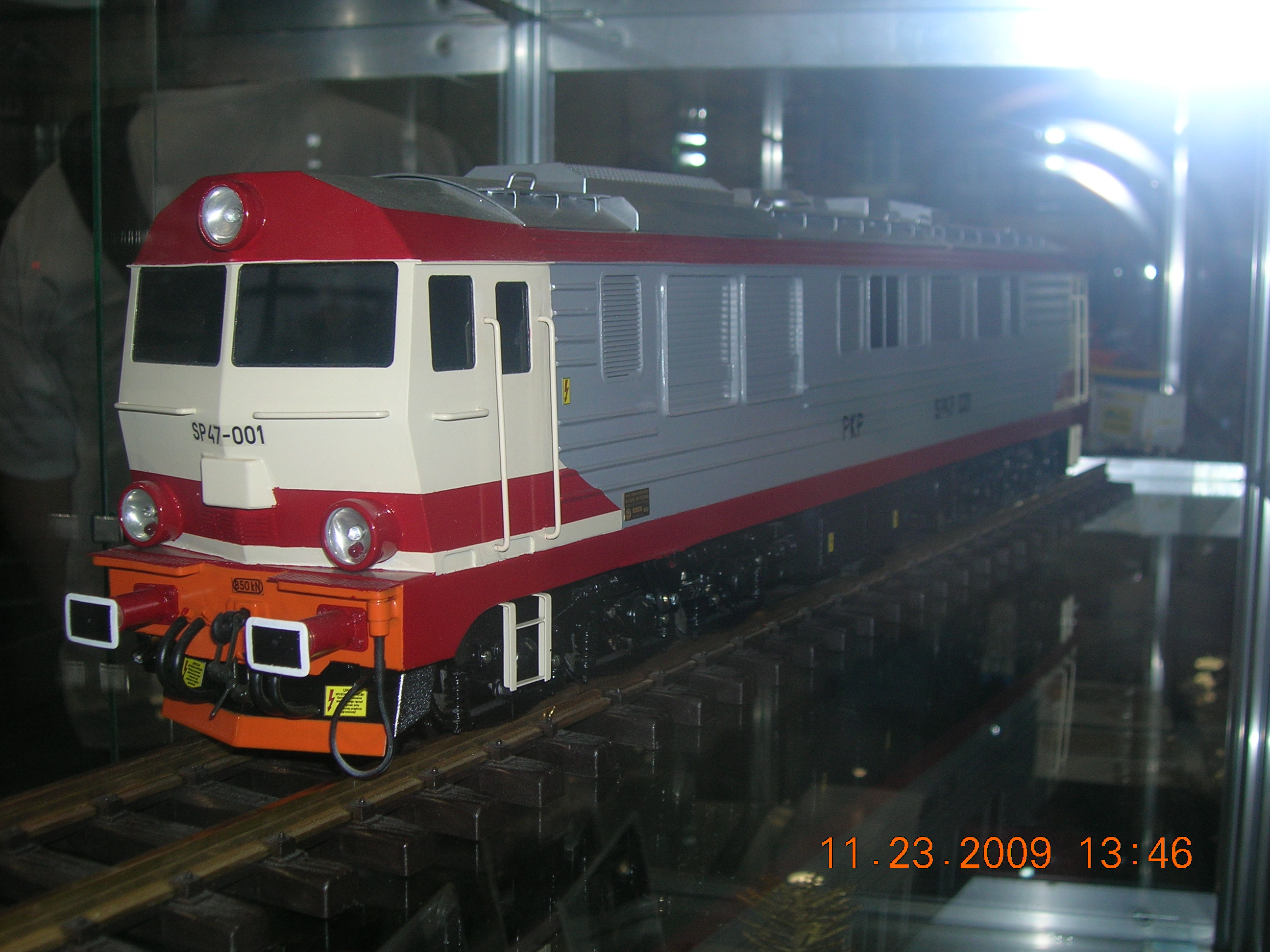
Model SP47-001 w malowaniu fabrycznym

Założenia konstrukcyjne lokomotywy SP47 powstały w roku 1972, równolegle z planami SU46. SP47 miała być produkowana w dwóch wersjach – pasażerskiej o prędkości maksymalnej 140 km/h oraz uniwersalnej o prędkości ograniczonej do 120 km/h. Lokomotywę w wersji pasażerskiej planowano wyposażyć w zestawy kołowe z kołami monoblokowymi produkcji firmy SAB, wyposażonymi w gumowe wkładki elastyczne. Jednostkę napędową miał stanowić 16-cylindrowy silnik spalinowy W2116SSF (wydłużona o cztery cylindry i wysokodoładowana wersja silnika znanego z lokomotyw serii SP45), wyprodukowany w HCP na licencji firmy FIAT, sprzęgnięty z trójfazową prądnicą prądu przemiennego, co było wówczas ewenementem w krajowym kolejnictwie. Planowano także import prądnic do elektrycznego ogrzewania składów, ale ostatecznie jednak pojazd o mocy 3000 KM wyposażono w prądnice krajowe.
Budowę dwóch prototypów rozpoczęto w 1974 (zdecydowano się na montaż wersji pasażerskiej), a pierwszy był gotowy pod koniec 1975. Kolejny egzemplarz udało się wyprodukować w roku 1977. Ostatecznie ich prędkość została ograniczona do 120 km/h, gdyż parametry prądnicy odbiegały od założeń i nie pozwalały na pracę ciągłą przy zakładanych prądach i napięciach, czyli odpowiednio rozruchowej sile pociągowej i maksymalnej prędkości. Ponadto obawiano się, że tak szybka lokomotywa nie wyposażona w hamulec elektrodynamiczny przy prędkości 140 km/h może nie uzyskać wymaganej drogi hamowania. W planach te nowoczesne jak na ówczesne czasy lokomotywy miały być eksportowane.
Ze względu na brak zainteresowania producenta i władz państwowych nie wyprodukowano kolejnych lokomotyw serii SP47. Prawdopodobnie było spowodowane decyzjami politycznymi i dalszym zakupem lokomotyw ST44 nieprzystosowanych do prowadzenia pociągów pasażerskich na drugorzędnych liniach kolejowych

## Konstrukcja
Pudło lokomotywy było wzorowane na SU46, zostało jednak wydłużone o ponad metr (ze względu na dłuższy silnik), ale zachowano układ wnętrza i budowę kabin maszynisty. W środkowej części lokomotywy zabudowany został 16-cylindrowy silnik spalinowy 2116SSF. Pod silnikiem, między wózkami usytuowany został zbiornik paliwa o pojemności 5500 litrów, główny zbiornik powietrza, a także skrzynia z baterią akumulatorów.
Lokomotywa wyposażona została w dwa trzyosiowe wózki (Co’Co’) bez czopa skrętu. Nowością w stosunku do dotychczasowych pojazdów trakcyjnych dostarczanych PKP było zastosowanie zestawów z kołami monoblokowymi z wkładkami elastycznymi SAB (w trakcie eksploatacji wymienione na koła ramienne, ze względu na brak części zamiennych). Usprężynowanie lokomotywy rozwiązane było identycznie jak w SU46. Pudło wraz z ostoją spoczywało na każdym z wózków na czterech podporach, amortyzowanych przez elementy gumowe.
Każda z sześciu osi lokomotywy napędzana była silnikiem trakcyjnym prądu stałego typu LsB-493 o mocy 310 kW poprzez przekładnię zębatą. Jako jedyne wśród spalinowych pojazdów trakcyjnych PKP były oparte na osiach zestawów kołowych za pomocą łożysk tocznych. Silniki były zawieszone na ramie wózka systemem tramwajowym.
W lokomotywie zastosowano prądnicę asynchroniczną z prostownikiem. Do rozruchu wykorzystano prądnicę pomocniczą uzupełniającą wzbudzenie w uzwojenie szeregowe, dodatkowo zasilała silniki wentylatorów. Wszystkie prądnice umieszczono w jednej osi i sprzęgnięto za pomocą sprzęgła

## Eksploatacja

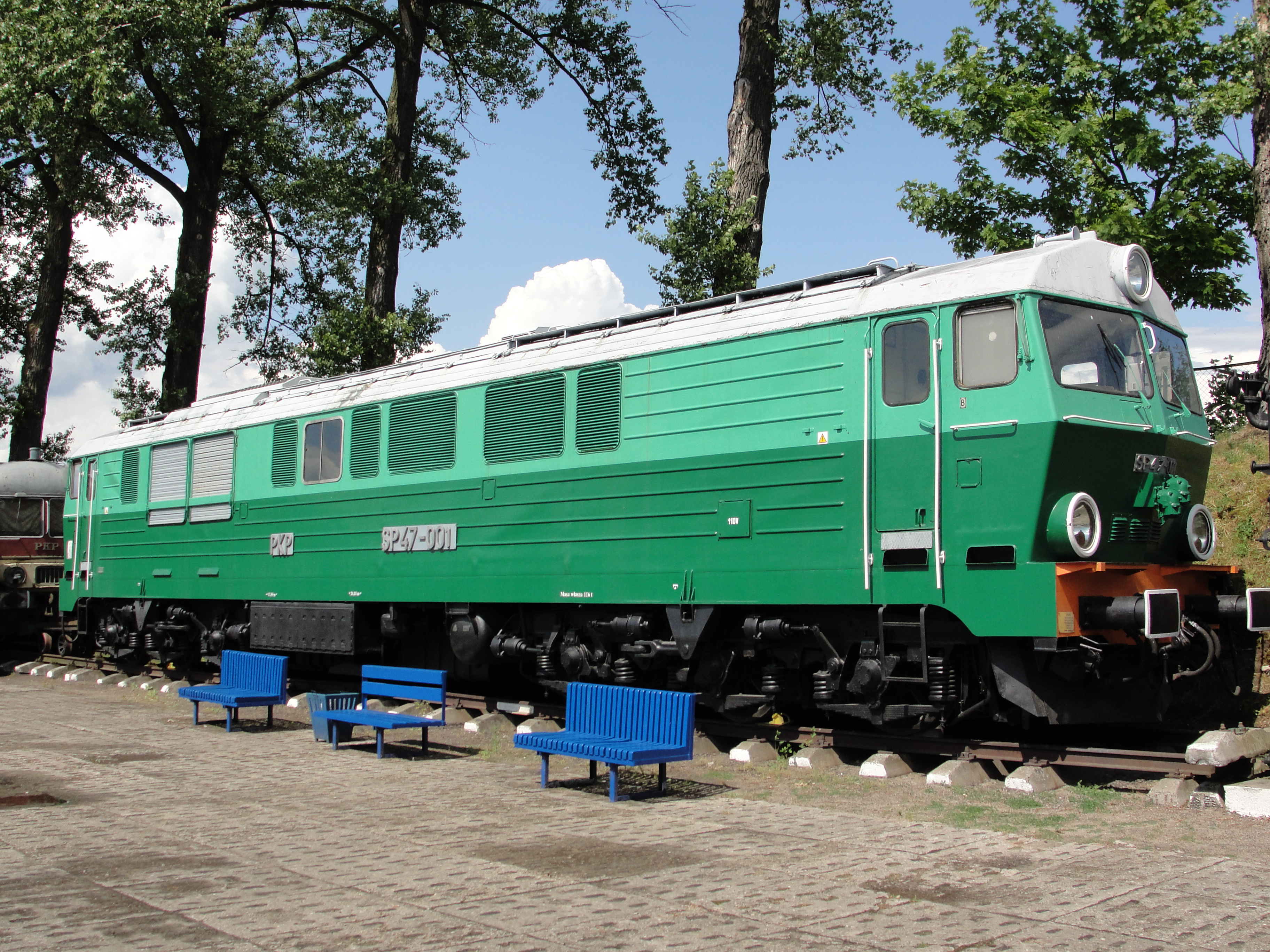
SP47-001 w skansenie w Kościerzynie

Na PKP dwa prototypy oznaczone zostały numerami bocznymi 001 i 002 ze względu na plany seryjnej konstrukcji tej lokomotywy. Obie lokomotywy były początkowo na stanie lokomotywowni Warszawa Odolany i prowadziły pociągi pasażerskie (głównie ekspresowe) z Warszawy do Gdyni. W kolejnych latach braki części zamiennych powodowały, że obie lokomotywy były coraz rzadziej eksploatowane. Od 1994 roku stacjonowały w lokomotywowni w Olsztynie. W roku 1991 SP47-002 uległa awarii silnika (awaria polegała na ukręceniu wału korbowego i pęknięcia bloku silnika. Awarie takie masowo dotykały również słabsze silniki SP45 i częściowo SU46) i została unieruchomiona, w roku 1998 pojazd został skreślony z ewidencji PKP i w 2001 złomowany. SP47-001 uległa awarii silnika (awaria też polegała na uszkodzeniu wału korbowego) w 1997, a następnie została przetransportowana do skansenu taboru kolejowego w Kościerzynie.
Do zaniechania produkcji seryjnej przyczyniła się też intensywna elektryfikacja linii kolejowych, zwłaszcza ukończenie elektryfikacji trasy z Nasielska do Gdańska.
Wadą lokomotywy był też jeden układ bocznikowania (jeden stopień osłabienia wzbudzenia w silnikach trakcyjnych) przez co w pewnym zakresie prędkości (tuż przed załączeniem bocznikowania) dynamika lokomotywy była mniejsza niżby to mogło wynikać z jej możliwości technicznych (pod względem mocy trakcyjnej, a także prędkości dorównywała ówczesnym elektrowozom).